# Чутівські степи
Чутівські степи — ботанічний заказник місцевого значення в Україні. Розташований в Полтавському районі між смт Чутове та селом Стінка.

## Історія
Заказник був створений на території колишнього Чутівського району відповідно до рішення обласної ради від 24.12.2002. Метою його створення є збереження в природному стані цінної притерасної ділянки річки Коломак із рідкісними та занесеними до «Червоної книги України» видами лучно-степової рослинності, а саме: ковили волосистої, півників карликових, гострокільника волосистого, гоніолімона татарського, карагани кущової, валеріани високої, оману високого.
В колишньому Чутівському районі ця ділянка є найбільшою, де збереглась в природному стані степова рослинність.
До адміністративної реформи 2020 року перебував у віданні Черняківської сільської ради.

## Опис
Площа заказника — 120,5 га. Його територія займає притерасну частину та правий берег річки Коломак уздовж смт Чутове в межах Чутівської селищної територіальної громади.
Рельєф місцевості плескатий, підвищений. Широка смуга притерасної частини сильно обводнена, поросла вільшняком із угрупованнями кропиви жабрієлистої, гадючника в'язолистого, осоки побережної, рогозу вузьколистого. Ґрунти — болотисті, лучно-глеюваті, чорноземи опідзолені.
Найбільші площі займає лучно-степова рослинність: тонконіг вузьколистий, келерія струнка, костриця валіська, стоколос безостий, ковила волосиста.
Ботанічну цінність (флористичну унікальність) ділянки складають чисельні популяції 8 видів рідкісних та малопоширених рослин: ковили волосистої, волошки східної, півників карликових, гострокільника волосистого, гоніолімона татарського, карагани кущової, валеріани високої, омана високого.
У заказнику діє заповідний режим, який передбачає заборону розорювання, випасання, випалювання, викошування, меліоративних робіт. Оскільки у вільшняку є багато відмерлих дерев, там дозволяються санітарні вирубки.

## Галерея

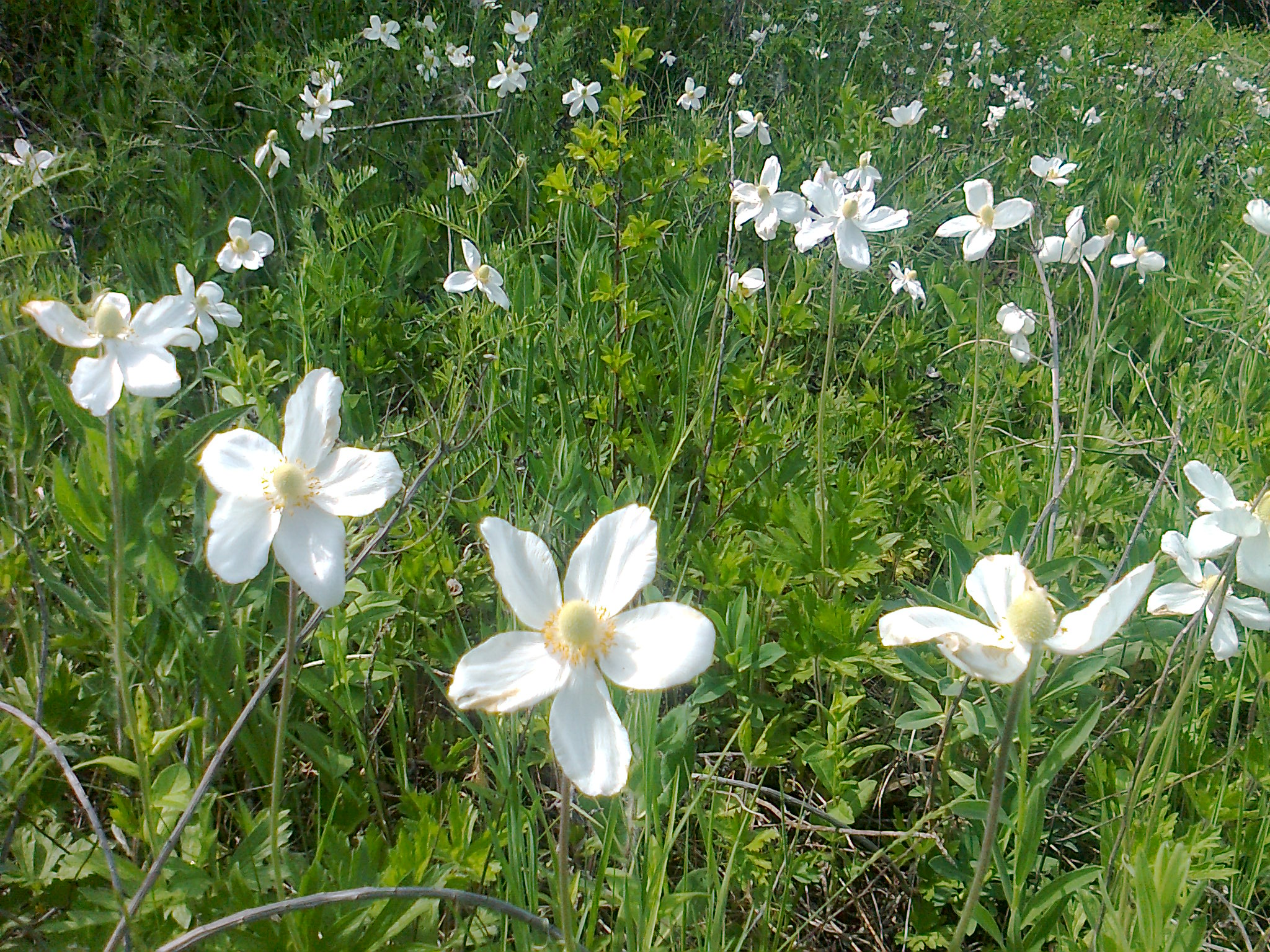
Анемона лісова
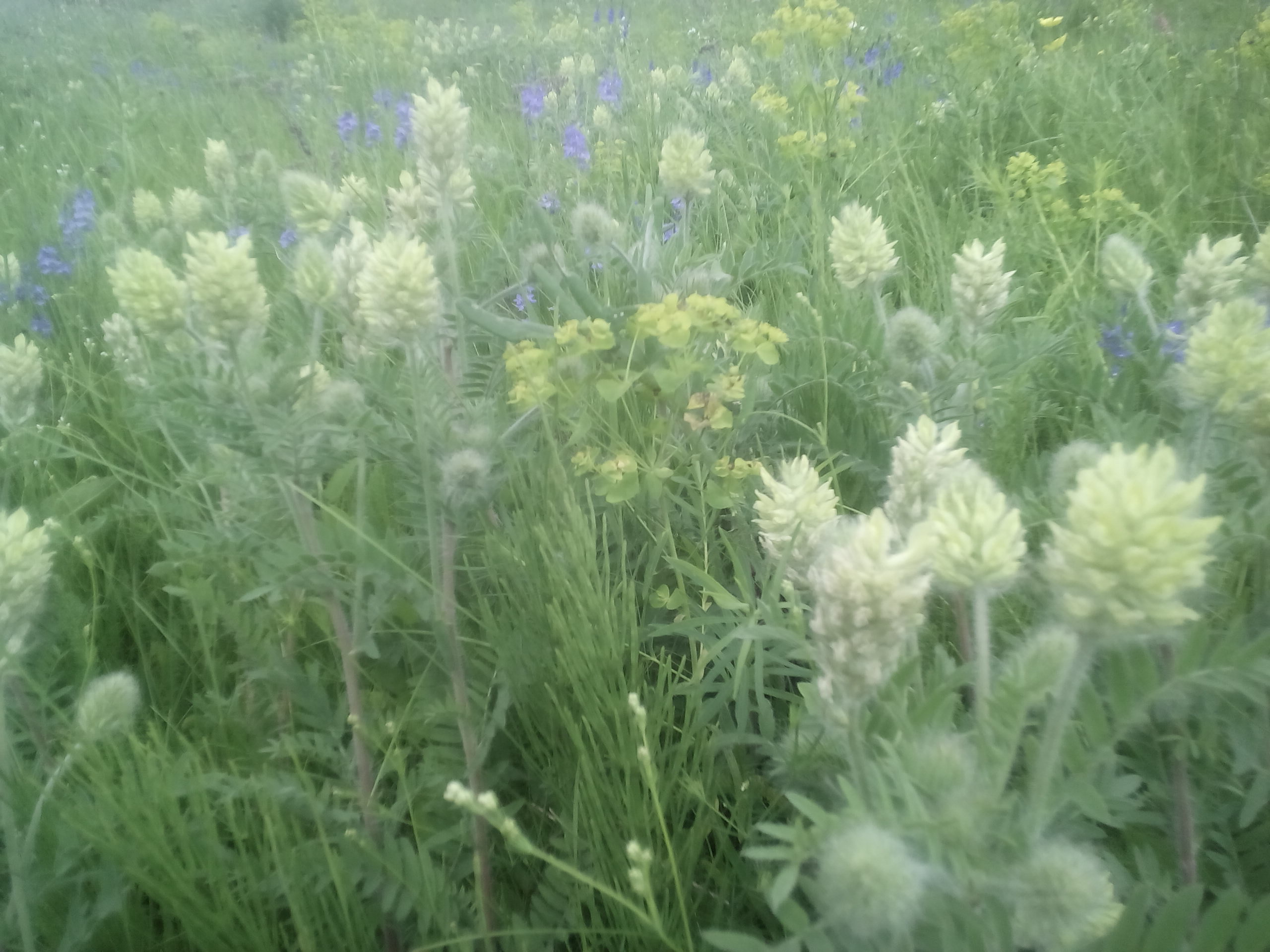
Горобинець волосистий
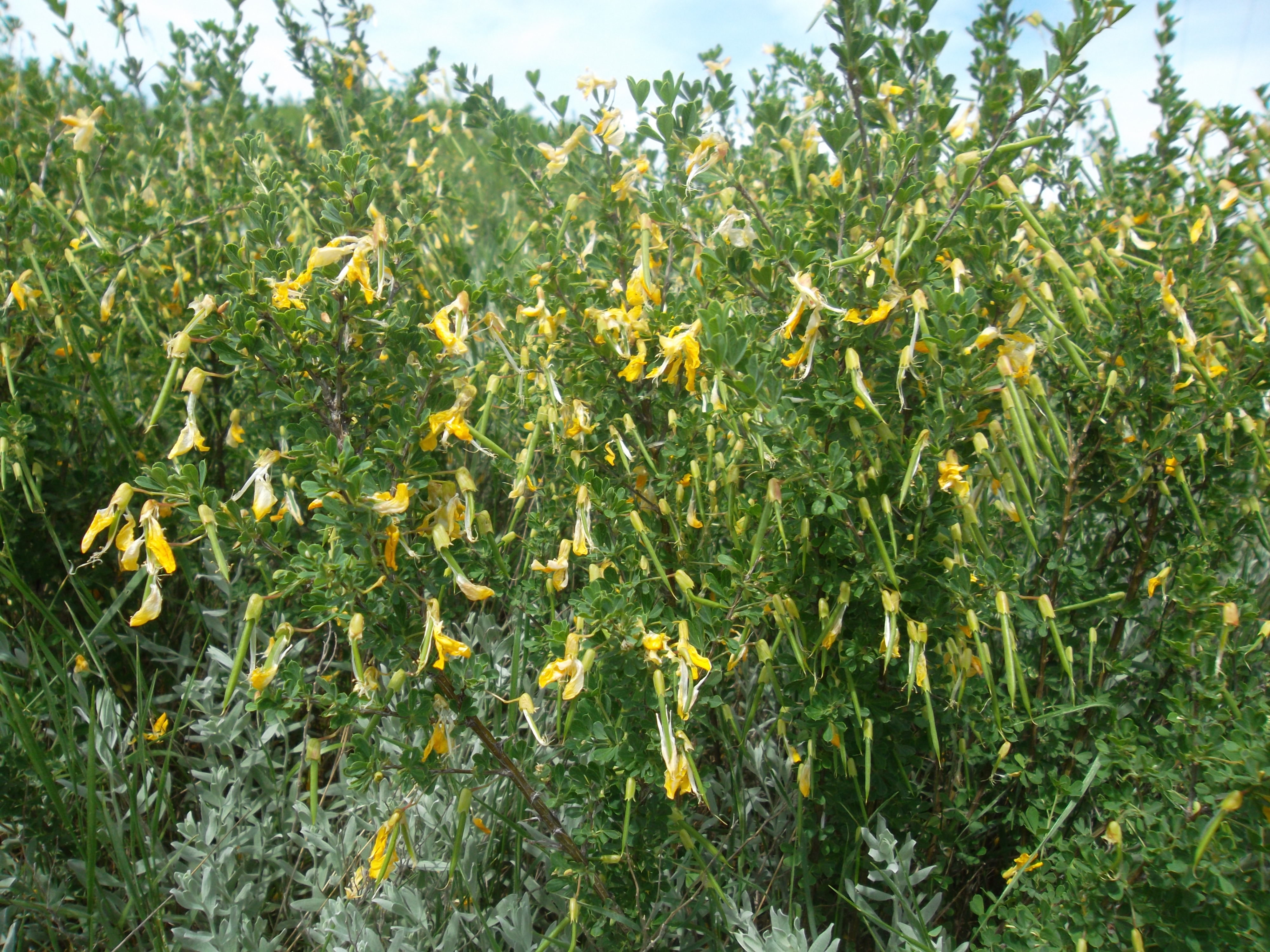
Карагана кущова